# アラスカ航空60便オーバーラン事故
アラスカ航空60便オーバーラン事故は、1976年4月5日にアラスカ州で発生した航空事故である。
ジュノー国際空港からシアトル・タコマ国際空港へ向かってアラスカ航空60便（ボーイング727-81）が経由地のケチカン国際空港への着陸時に滑走路をオーバーランした。乗員乗客50人中1人が死亡した。

## 飛行の詳細

### 事故機
事故機のボーイング727-81（N124AS）は1965年に製造され、同年3月に全日本空輸に納入された。1972年6月22日からアラスカ航空の機材となっており、総飛行時間は25,360時間だった。

### 乗員
コックピットには機長と副操縦士、セカンド・オフィサーが乗務していた。
機長は55歳の男性で、1960年1月23日に入社した。総飛行時間は19,813時間で、727では2,140時間の経験があった。また、ケチカン国際空港への飛行経験は50回を越えていた。機長はボーイング727のほか、ダグラス DC-3、コンベア240、コンベア340、コンベア440、ロッキード L-382での飛行資格があった。事故により機長は肋骨を骨折するなど重傷を負った。
副操縦士は42歳の男性で、1966年4月26日に入社した。総飛行時間は3,193時間で、727では1,980時間の経験があった。副操縦士は事故により頭蓋骨や肋骨、脊髄を骨折するなど重傷を負った。
セカンド・オフィサーは43歳の男性で、1966年12月5日に入社した。総飛行時間は3,454時間で、727では2,641時間の経験があった。セカンド・オフィサーは事故により脊椎を骨折するなど重傷を負った。

## 事故の経緯
PST7時38分、60便はジュノー国際空港を離陸した。60便はジュノー国際空港からケチカン国際空港を経由してシアトル・タコマ国際空港へ向かう定期旅客便だった。8時05分、管制官は60便にケチカン国際空港への進入を許可した。8時11分、パイロットは10,000フィート (3,000 m)を降下中と報告し、滑走路11へのILS進入を開始した。事故当時、空港付近では雪が降っており、霧も出ていた。
4,000フィート (1,200 m)付近で地表を視認したため、機長は視認進入で着陸することに決めた。60便は145ノット (269 km/h)で滑走路11に着陸した。 着陸後、機長はブレーキの効きが悪いと感じ、着陸復航を試みた。スポイラーは格納され、フラップは25度に設定された。しかし、逆推力装置は格納できなかった。そのため、機長は再びスポイラーを展開し、機体を停止させようとした。60便はオーバーランし、滑走路端から700フィート (210 m)地点の渓谷で停止した。

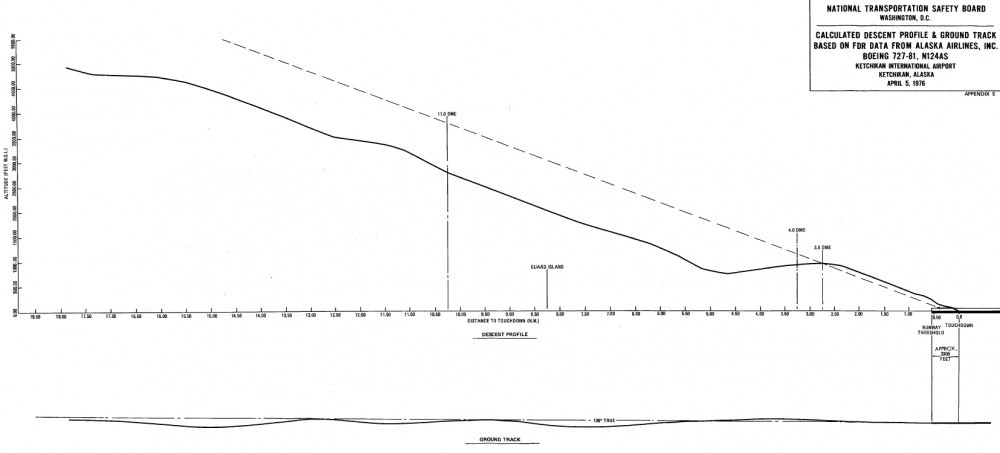
60便の飛行経路

事故によりオレゴン州在住の85歳の女性が死亡したほか、乗員5人と乗客27人が重傷を負い、17人が軽傷を負った。コックピットクルー3人は全員重傷を負い、シアトルへ緊急搬送された。

## 事故調査
国家運輸安全委員会が事故調査を行った。目撃者たちは60便の着陸は通常よりも早い速度だったと証言した。ケチカン国際空港の滑走路11へ着陸する際の推奨速度はフラップ40度では117ノット (217 km/h)、フラップ30度では121ノット (224 km/h)であった。着陸時にフラップが何度に設定されていたかは判明しなかったが、どちらの場合にしても60便は推奨速度よりも速い速度で着陸したことが判明した。

### 事故原因
NTSBは最終報告書で機長のミスを指摘した。最終進入が不安定だったため、機体は滑走路に高速で着陸した。加えて、着陸復航を決断したタイミングも不適切であった。また、NTSBは事故の要因として機長がILS進入から視認進入に切り替えたことを挙げた。その他、機長が低血糖状態だったことも事故に寄与したとされた。